# Duinaardrupsendoder
De duinaardrupsendoder (Podalonia luffii) is een vliesvleugelig insect uit de familie van de langsteelgraafwespen (Sphecidae). De wetenschappelijke naam van de soort is voor het eerst geldig gepubliceerd in 1903 door Saunders.